# José Sepúlveda (Fußballspieler)
José Ángel Sepúlveda Badilla (* 30. November 1922 in Cauquenes; † 25. März 2009) war ein chilenischer Fußballspieler. Der Mittelfeldspieler absolvierte zehn Länderspiele für Chile.

## Vereinskarriere
José Sepúlveda, Spitzname Chepo, spielte von 1942 bis 1951 bei CF Universidad de Chile.

## Nationalmannschaft
José Sepúlveda debütierte unter Luis Tirado für die Nationalmannschaft beim Campeonato Sudamericano 1946 bei der 0:1-Auftaktniederlage gegen Uruguay. Im weiteren Turnierverlauf spielte der Mittelfeldspieler drei weitere Partien. La Roja beendete das Turnier mit zwei Siegen und drei Niederlagen als fünfte der sechs teilnehmenden Nationen.
Beim Campeonato Sudamericano 1947 absolvierte Sepúlveda sechs der sieben Spiele. Chile belegte mit vier Siegen, einem Unentschieden und zwei Niederlagen den vierten Platz. José Sepúlveda kommt somit auf zehn Länderspiele für Chile, das letzte war der 4:3-Erfolg gegen Bolivien beim Campeonato 1947 in Ecuador.